# Смъртоносна надпревара
„Смъртоносна надпревара“ (на английски: Death Race) е щатски антиутопичен екшън трилър от 2008 г., написан и режисиран от Пол Уилям Скот Андерсън.
Три филма, издадени директно на видео, са пуснати – „Смъртоносна надпревара 2“ (2010), „Смъртоносна надпревара 3: Адска жега“ (2012) и „Смъртоносна надпревара 4: Отвъд анархията“ (2018).